# Esternay
 Esternay  es una población y comuna francesa, en la región de Champaña-Ardenas, departamento de Marne, en el distrito de Épernay. Es el chef-lieu del cantón de su nombre.

## Demografía
| 1560 | 1579 | 1528 | 1618 | 1600 | 1603 |
| Para los censos de 1962 a 1999 la población legal corresponde a la población sin duplicidades (Fuente: INSEE [Consultar]) |      |      |      |      |      |